# 源頼賢
源 頼賢（みなもと の よりかた）は、平安時代後期の武将。河内源氏、源為義の四男。母は源基実の娘。あるいは文徳源氏の源資遠（資道）の娘とも。同母弟に源頼仲・源為宗がいる。左衛門尉。

## 略歴
次兄・義賢と仲が良く、父子の盟約を交わしたと言われる。河内源氏嫡流は為義の後に義賢となっていたが、義賢は頼賢を嫡男として扱った。
久寿2年（1155年）、義賢が甥・義平に討ち取られると、その復仇を果たすべく信濃国に下向、鳥羽法皇領を侵犯する（『台記』）。これを知った法皇は、義平の父で頼賢の長兄にあたる義朝に対して、頼賢追討の院宣を下す。これにより、河内源氏一族内に緊張が高まったが、直前で義朝は頼賢追討を回避、頼賢もほどなく帰京した。
保元の乱では為義に従い、崇徳上皇・藤原頼長方として活躍。義朝軍を相手に奮闘する様が『保元物語』に活写されている。崇徳上皇方の敗北に伴い、乱の後捕らえられ、義朝の手によって船岡山（京都市北区）において斬首された。
子の淡路冠者源義久は、1183年に従兄弟の源義嗣と共に淡路国で平教経と戦うが、義久は捕虜となった（六ヶ度合戦）。

## 関連作品
- NHK大河ドラマ 新・平家物語（1972年、NHK） - 演：伊藤初雄
- NHK大河ドラマ 平清盛（2012年、NHK） - 演：永岡佑